# Ball Range
Ball Range är en bergskedja i västra Kanada på gränsen mellan provinserna British Columbia och Alberta. Den högsta toppen är Mount Ball med 3 311 meter över havet.